# NGC 1913
NGC 1913 ist die Bezeichnung eines offenen Sternhaufens im Sternbild Dorado. Das Objekt wurde im November 1834 von John Herschel entdeckt.